# Dance Dance Revolution Disney Dancing Museum
Dance Dance Revolution Disney's World Dancing Museum és un videojoc publicat només al Japó el novembre del 2000 per la Nintendo 64. Va ser venut com a part d'un paquet amb un controlador de N64 exclusiu dissenyat per ballar amb els personatges de Disney. El joc tenia 22 cançons (20 que havien de ser desbloquejades) de diverses franquícies de Disney i altres números musicals famosos. Les cançons havien de ser desbloquejades pels jugadors amb trencaclosques de personatges famosos de Disney. També hi ha tres cançons al joc de PlayStation també de Disney amb el nom de Dance Dance Revolution Disney Mix i alguns modes de joc permetent d'un a diversos jugadors, i el "dance magic" (un mode batalla). El joc també inclou la característica d'un mode de joc únic on el jugador balla en el dance pad i utilitza el comandament per prémer els cantons d'esquerra i dreta de la pantalla utilitzant el botó Z del comandament de la N64.

## Música
| Títol Cançó                |
| -------------------------- |
| Mickey Mouse March         |
| It's a Small World         |
| Mickey Motion              |
| Jiwaku No Tango            |
| Tap! Tap! Tap!             |
| Savanna No Mukou           |
| Disco Magic                |
| Russian Dance              |
| Irish River                |
| Morty & Ferdy's Carnival   |
| Mickey Fever               |
| Para-Para Venus            |
| Go Go Go                   |
| Goofy's Rock 'n' Roll Show |
| Turkey In The Straw        |
| Taiyo No Rakuen            |
| Waltz Of The Flowers       |
| Electrical Parade          |
| Chip 'n' Dale's Vacation   |
| Minnie's Yoo Hoo!          |
| The Tiki Tiki Tiki Room    |